# Tyrolki
Tyrolki (lit. Tyruliai) – miasteczko na Litwie, położone w okręgu szawelskim i w rejonie radziwilskim. Liczy 412 mieszkańców (2001).